# Kepler-10b
Kepler-10b is een van de verschillende exoplaneten ontdekt met behulp van de ruimtetelescoop van NASA's Kepler-missie, en is na Kepler-37b de tweede kleinst bekende exoplaneet. Het is ook de eerste exoplaneet waarvan is bevestigd dat het een rotsachtige planeet is. De ontdekking van deze exoplaneet is gebaseerd op de verzamelde gegevens van acht maanden, met name van mei 2009 tot begin januari 2010. Met behulp van gegevens van Kepler, bevestigde het W.M. Keck-observatorium het bestaan van Kepler-10b.

## De Planeet

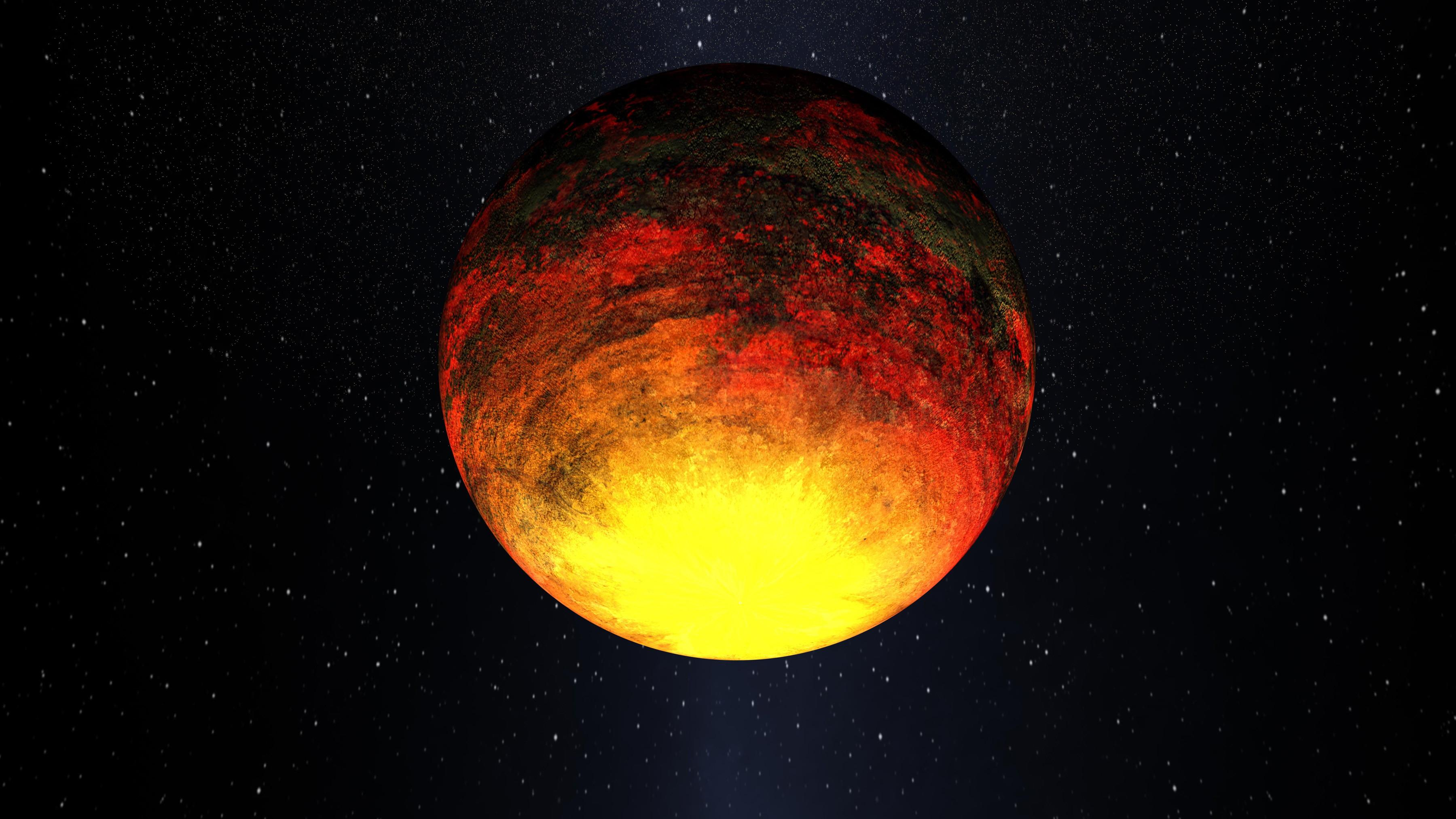
Artistieke impressie van Kepler-10b.

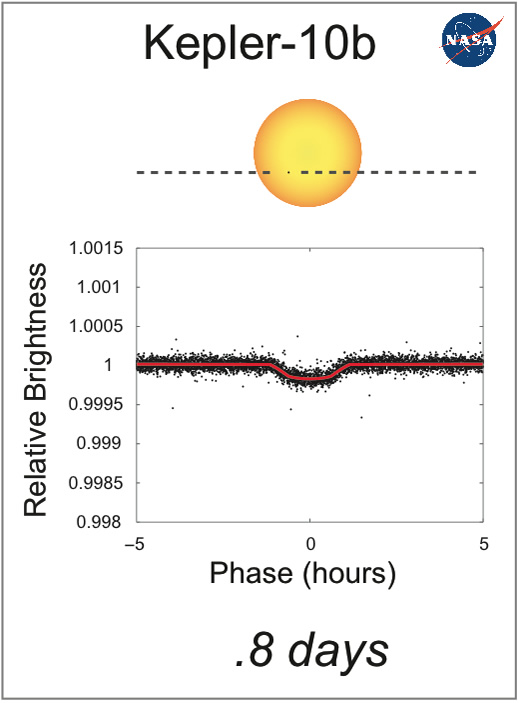
De lichtkromme van Kepler 10 b

Kepler-10b is 1,4 keer zo groot als de Aarde. Het draait in minder dan een aardse dag rond zijn ster, op minder dan een twintigste van de afstand van Mercurius tot de zon. De temperatuur van het planeetoppervlak is ongeveer 1600 K.

## Belang
De ontdekking van Kepler-10b is in het bijzonder belangrijk omdat het de kans op het vinden van meer rotsachtige planeten en dus het vinden van planeten vergelijkbaar met de onze verhoogt.

## Ster
De ster van de exoplaneet, Kepler-10, was de eerste ster die werd geïdentificeerd als geschikt om een kleine transiterende planeet herbergen, wat de ster bovenaan de lijst plaatste voor grond-gebaseerde waarnemingen met behulp van de 10-meter grote Keck telescoop in Hawaï. Kepler-10 ligt 560 lichtjaar van het zonnestelsel en heeft ongeveer dezelfde grootte als onze zon. De ster wordt geschat 11,9 miljard jaar oud te zijn.

## Referentie
- Dit artikel of een eerdere versie ervan is een (gedeeltelijke) vertaling van het artikel Kepler-10b op de Engelstalige Wikipedia, dat onder de licentie Creative Commons Naamsvermelding/Gelijk delen valt. Zie de bewerkingsgeschiedenis aldaar.